# Observatorul Geomagnetic Național Surlari „Liviu Constantinescu”
Observatorul Geomagnetic Național Surlari „Liviu Constantinescu”, cunoscut mai adesea sub numele scurt de Observatorul Geomagnetic Surlari, în engleză Surlari Geomagnetic Observatory, a fost fondat în 1943 ca unitate de cercetare a Institutului Geologic al României. Acesta este situat în pădurea Surlari, la circa 35 km NE de București, într-o zonă ferită de perturbații magnetice situată între valea Cociovaliștei și valea Vlăsiei. Numele de „Liviu Constantinescu”
aparține primului său conducător științific și organizatoric, care a fost alături de Sabba S. Ștefănescu fondator al școlii române de geofizică.
Observatorul este un centru de cercetare fundamentală în geomagnetism, cu aplicații la prospecțiunea geomagnetică; funcționează totodată ca stație de referință pentru alcătuirea hărților geomagnetice naționale. Aparatura de măsurare existentă furnizează valori definite ca standarde magnetice naționale și este utilizabilă și la etalonarea altor instrumente pentru determinări magnetice în scopuri științifice, prospective sau alte aplicații. Pe plan internațional, observatorul face parte din rețeaua globală de observatoare geomagnetice INTERMAGNET, care studiază structura și fenomenologia câmpului magnetic planetar. Baza de date a Observatorului acoperă șase cicluri solare, începând din anul 1943.
În decursul timpului în cadrul Observatorului, au fost instalate, respectiv scoase din funcțiune, succesiv, câteva sisteme înregistratoare, ținând seama de progresul tehnic și de necesitatea asigurării continuității datelor.

## Istoric
Inițiativa înființării unei stații geomagnetice de bază pentru teritoriul României a avut-o secția de geofizică aplicată din Institutul Geologic al României. Un memoriu în acest sens din anul 1941, formulat de Sabba S. Ștefănescu și adnotat de Mircea Socolescu, a fost avizat de directorul Institutului, Gheorghe Macovei, și susținut de inginerul de mine Toma Petre Ghițulescu. Au urmat curând lucrările de construcție.
Infrastructura (clădirile pentru laboratoare și locuințe) a fost realizată de Institutul Geologic, cu contribuția materială a Administrației Comerciale pentru Prospecțiuni și Exploatări Miniere (ACEX). Sistemul înregistrator magnetic și aparatura pentru măsurători absolute au fost donate de Observatorul Geomagnetic din Potsdam. Mircea Socolescu a avut o contribuție importantă la găsirea amplasamentului noului observator, într-o zonă ferită de perturbații magnetice artificiale, și la proiectarea laboratoarelor amagnetice. Tot el a supravegheat executarea construcțiilor și a adus în țară aparatura, după un stagiu de specializare la Potsdam. Conducerea științifică și organizatorică a observatorului a fost încredințată fizicianului Liviu Constantinescu (fondator alături de Sabba S. Ștefănescu al școlii române de geofizică). Pentru punerea în funcțiune a ansamblului complex de aparate aduse din Germania a sosit de la Potsdam profesorul Richard Bock, împreună cu un asistent.

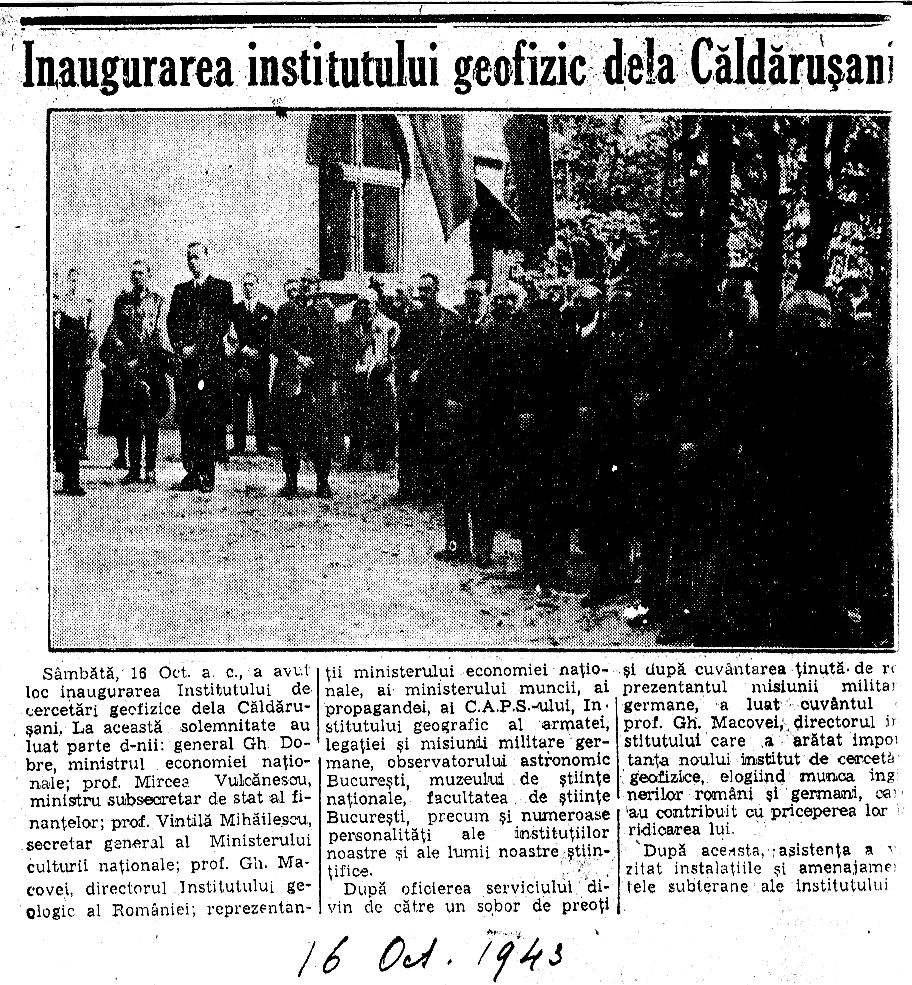
Inaugurarea Observatorului Geofizic Surlari-Căldărușani (16 octombrie 1943)

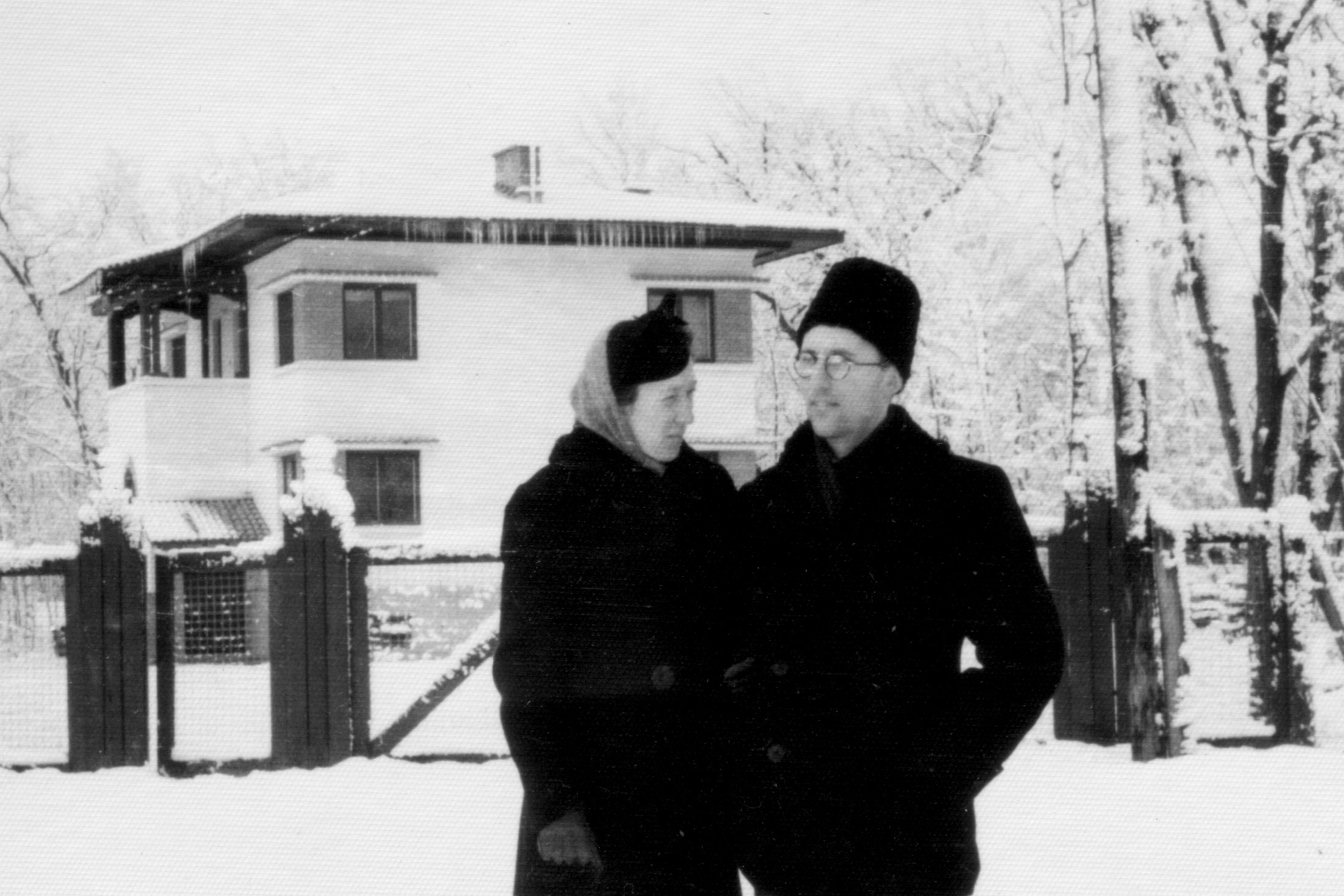
Liviu Constantinescu şi soţia Sofia la Observator (ianuarie 1945)

Inaugurarea oficială a avut loc la 16 octombrie 1943, în prezența unor membri ai guvernului, a reprezentanților autorităților și a unor personalități ale mediului științific românesc. Prezentarea făcută de Liviu Constantinescu la această solemnitate descrie scopul mai larg al observatorului, lămurind denumirea inițială de Observatorul Geofizic Surlari-Căldărușani. Au început imediat operațiile de rutină (înregistrarea continuă a variațiilor elementelor câmpului geomagnetic, măsurători periodice ale valorilor absolute); existența și activitatea Observatorului au fost aduse la cunoștința lumii științifice.
În deceniul 1950 tematica cercetărilor a fost extinsă. A fost abordat studiul unor fenomene specifice, ca furtunile magnetice și perturbațiile în formă de golf, cu raportare la morfologia lor. În zona Observatorului a fost instalată prima stație de înregistrare a curenților telurici, ceea ce a permis un prim paralelism între perturbațiile înregistrate magnetic și electric. A fost inițiată măsurarea periodică a distribuției normale și variației seculare a câmpului geomagnetic pe teritoriul României, Observatorul servind drept stație de bază. Cunoașterea câmpului geomagnetic normal fiind importantă pentru prospecțiunile magnetice regionale, pentru asamblarea hărților magnetice la scară națională și pentru raportarea lor la un nivel unitar și la aceeași epocă, lucrările au fost continuate în deceniile următoare.
Participarea lui Liviu Constantinescu la congresul Asociației Internaționale de Geomagnetism și Aeronomie (IAGA) din 1957, cu ocazia primului An Geofizic Internațional, a făcut cunoscut Observatorul pe plan internațional și a marcat începutul unei colaborări oficiale în cadrul rețelei mondiale de monitorizare a câmpului magnetic planetar. Observatorul Geomagnetic Surlari a început transmiterea periodică a datelor, prelucrate conform protocoalelor IAGA, la centrele mondiale de colectare acreditate. Începând din 1959 conducerea Observatorului a revenit lui Andrei Soare, care a asigurat continuitatea funcționării într-o perioadă de dificultăți materiale și blocaje de comunicare internațională. Au fost diversificate obiectivele de stație fundamentală și cele aplicative, au fost dezvoltate relațiile cu unități de cercetare din alte țări și au fost modernizate echipamentele de monitorizare și control.
Începând din anul 1961 Observatorul a publicat un Buletin sintetic, devenit în 1962 Anuarul observatorului. În 1996, odată cu trecerea la înregistrarea automată și prelucrarea digitală a datelor, editarea anuarelor a încetat; Observatorul a început trimiterea datelor, în mai puțin de 48 de ore, la nodurile de informație geomagnetică (GIN) ale rețelei INTERMAGNET, iar în 1998 a primit oficial statutul de observator magnetic planetar. Datele INTERMAGNET, stocate într-o bază de date comună, sunt accesibile online și publicate anual pe disc optic.
În anul 2006 Observatorul a devenit instalație de interes național  în cadrul unui departament al Institutului Geologic. A urmat restaurarea și reamenajarea tuturor clădirilor; au fost refăcute termostatarea laboratoarelor și conexiunile electrice dintre laboratoare; s-a asigurat continuitatea înregistrărilor prin funcționarea în paralel a două stații trivariaționale digitale (componentele XYZ și câmpul total F). Instalarea legăturii prin satelit cu GIN Paris, realizată cu asistența Observatorului Geomagnetic din Niemegk, face ca în prezent variațiile geomagnetice înregistrate la Surlari să poată fi urmărite în timp real în Internet.

## Descriere

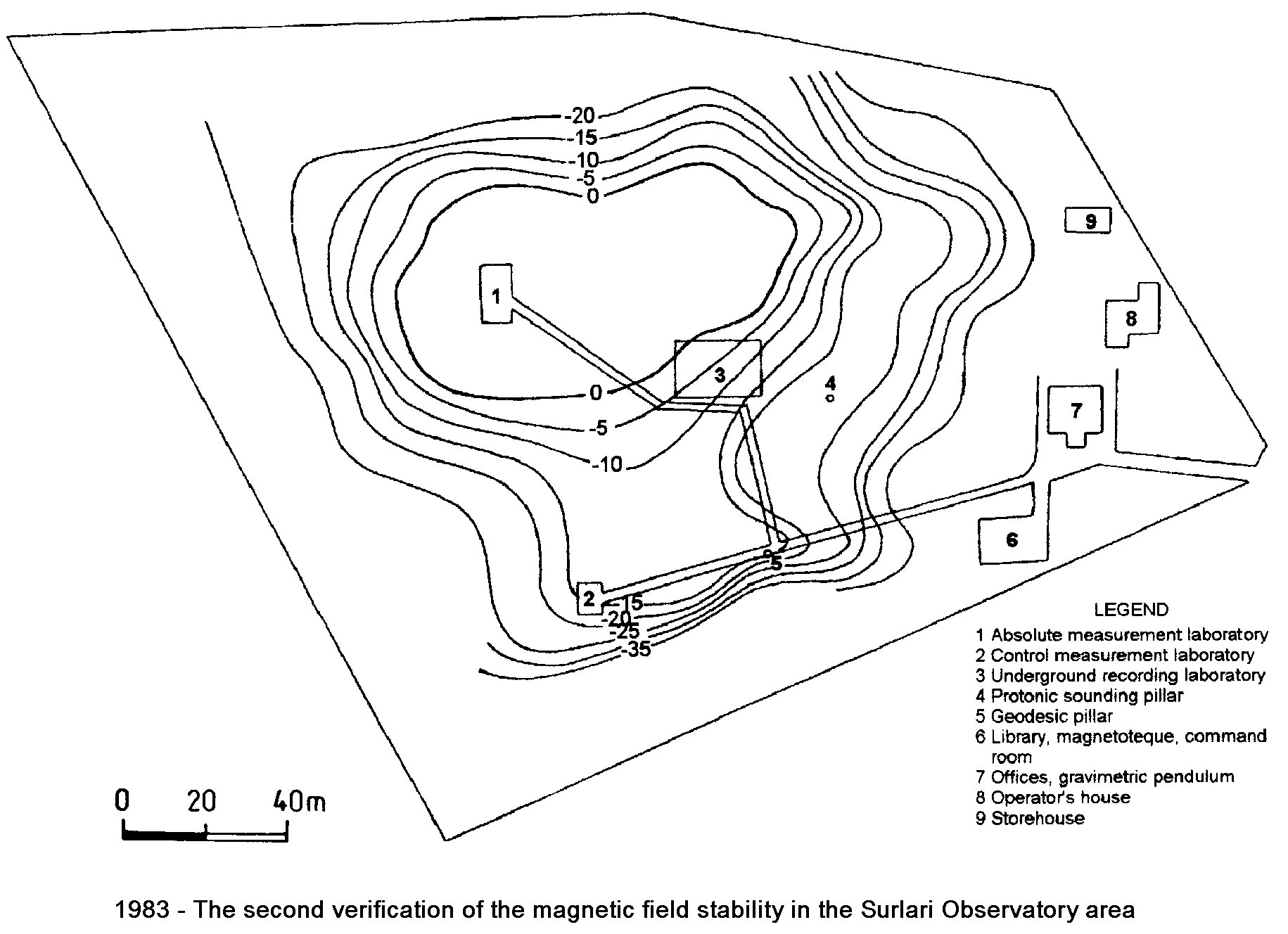
Domeniul Observatorului, cu izodinamele cartării micromagnetice din 1983

Observatorul Geomagnetic Surlari (44°40′40″N 26°15′12″E / 44.67778°N 26.25333°E în zona pilonului geodezic central, altitudine 84 m) este situat în pădurea Surlari, la circa 35 km NE de București, între valea Cociovaliștei și valea Vlăsiei, care se unesc la 1,2 km spre est formând lacul Căldărușani. Amplasarea între cursuri de apă elimină perturbațiile magnetice datorate curenților vagabonzi. Laboratoarele amagnetice se află în centrul unui teren de 3,6 ha; în felul acesta este redus la minim efectul perturbator al gardului metalic înconjurător și al celorlalte clădiri, situate la periferie. Amagnetismul Observatorului este controlat periodic prin cartări micromagnetice precise. Pe planul alăturat sunt indicate clădirile complexului și sunt trasate izodinamele (liniile de intensitate constantă a câmpului geomagnetic, în cazul de față raportat la laboratorul de măsurători absolute) rezultând din verificarea făcută în 1983; se vede că laboratoarele de înregistrări și măsurători absolute sunt ferite de perturbații externe, fiind situate în câmp uniform.

### Infrastructură
- Clădirea principală (1943) găzduiește laboratoare și birouri; tot aici se află camere pentru personalul științific vizitator. În primii ani ai Observatorului, în clădirea principală locuia și personalul permanent.
- Laboratorul subteran al înregistratoarelor (1943), construit din materiale amagnetice și termostatat⁠(en)[traduceți], găzduiește sistemele înregistratoare.
- Laboratorul pentru măsurători de control (1943), construit din materiale amagnetice, a servit inițial ca laborator de măsurători absolute.
- Pilonul geodezic central (1943) reprezintă stația de referință pentru măsurătorile din rețeaua geomagnetică națională.
- Locuința pentru personalul permanent (1945) a eliberat spațiul locuit permanent din clădirea principală, oricum insuficient.
- Laboratorul de măsurători absolute (1964), construit din materiale amagnetice, a preluat această funcție de la vechea clădire din 1943, mai expusă perturbațiilor magnetice exterioare.
- Clădirea nouă (1968) oferă spațiu unor activități pentru care clădirea principală devenise insuficientă: auditoriu, bibliotecă, ateliere.

Infrastructură
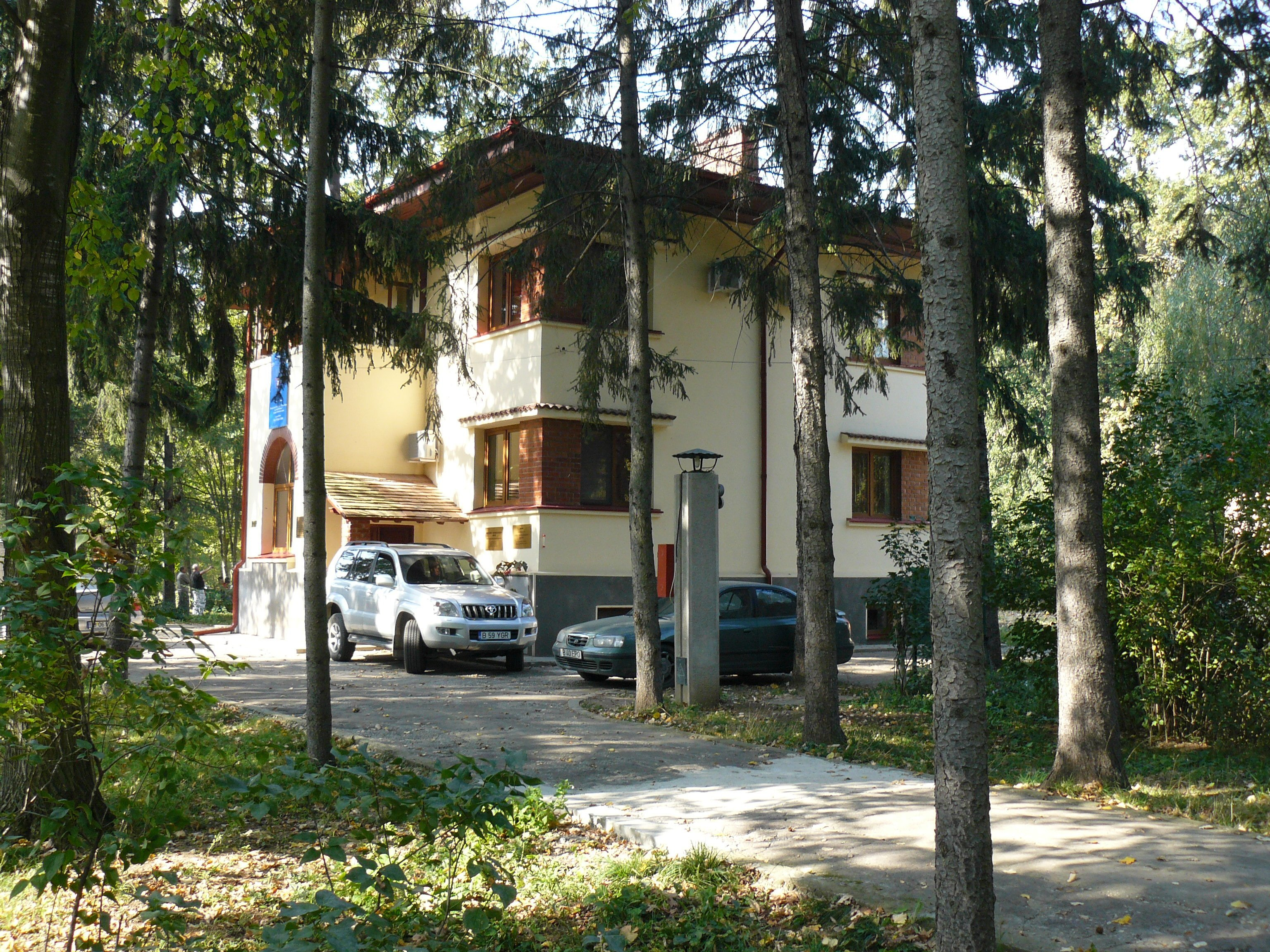
Clădirea principală (laboratoare şi birouri)
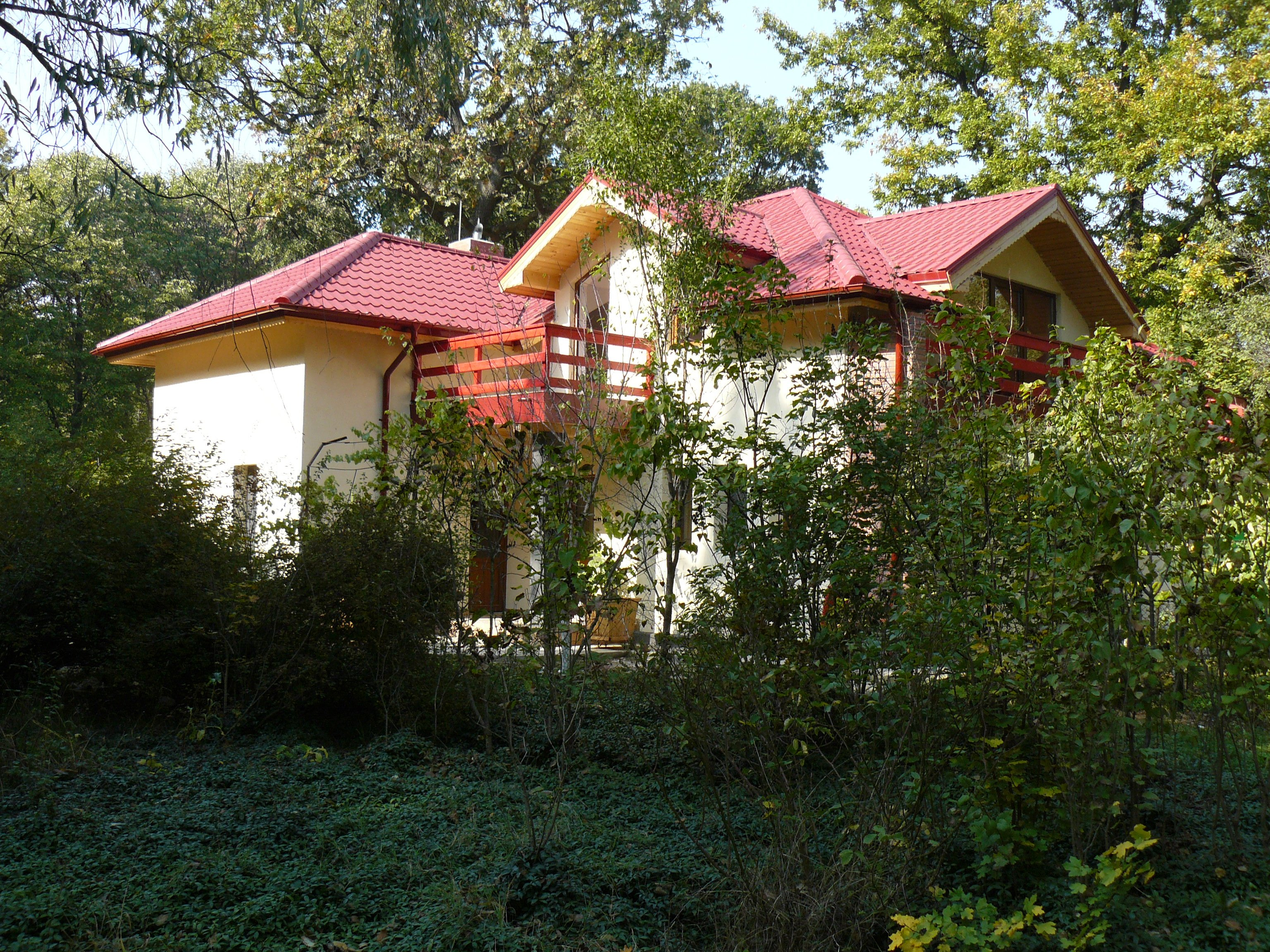
Locuinţa pentru personalul permanent
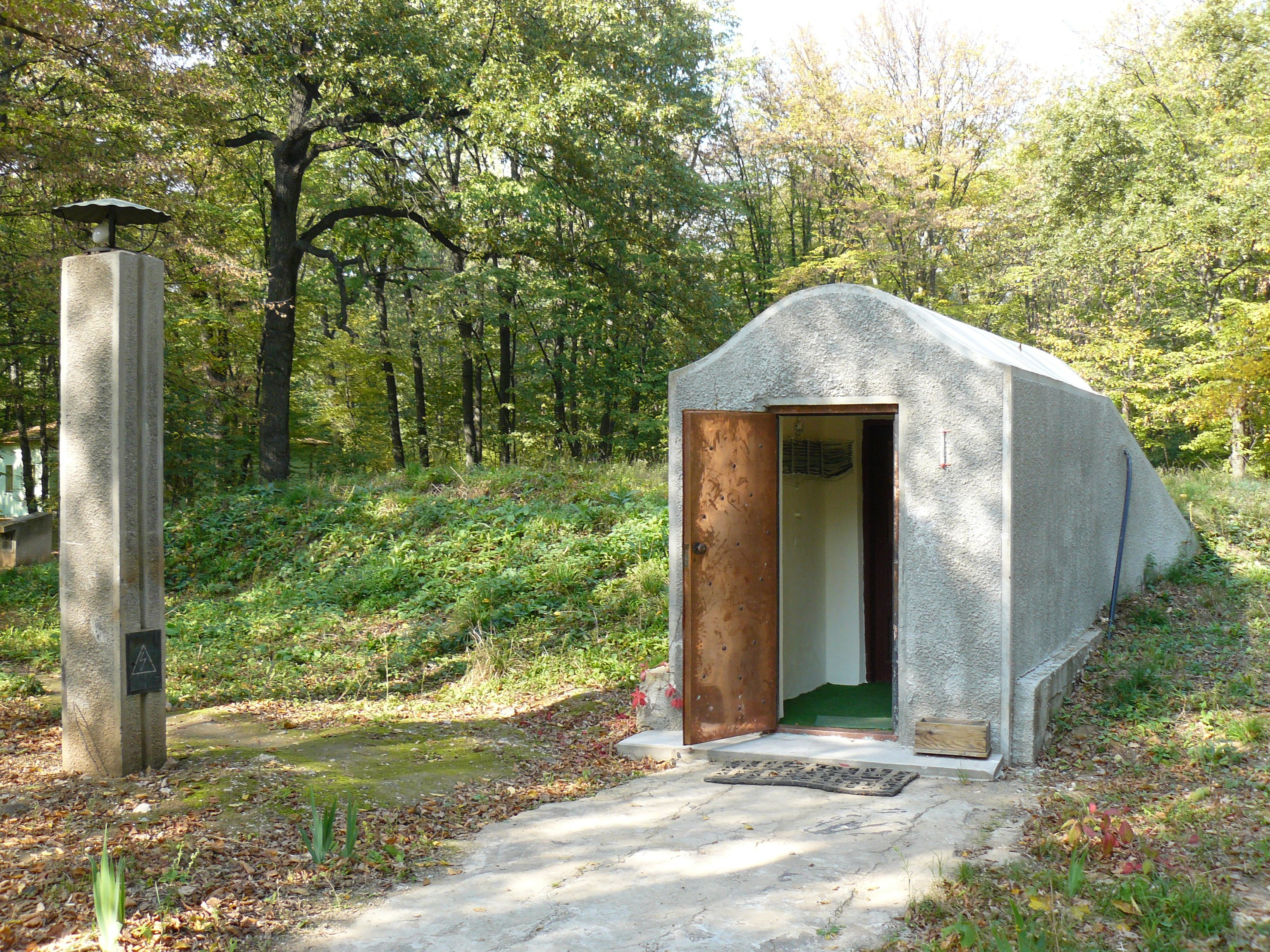
Laboratorul subteran (înregistratoare)
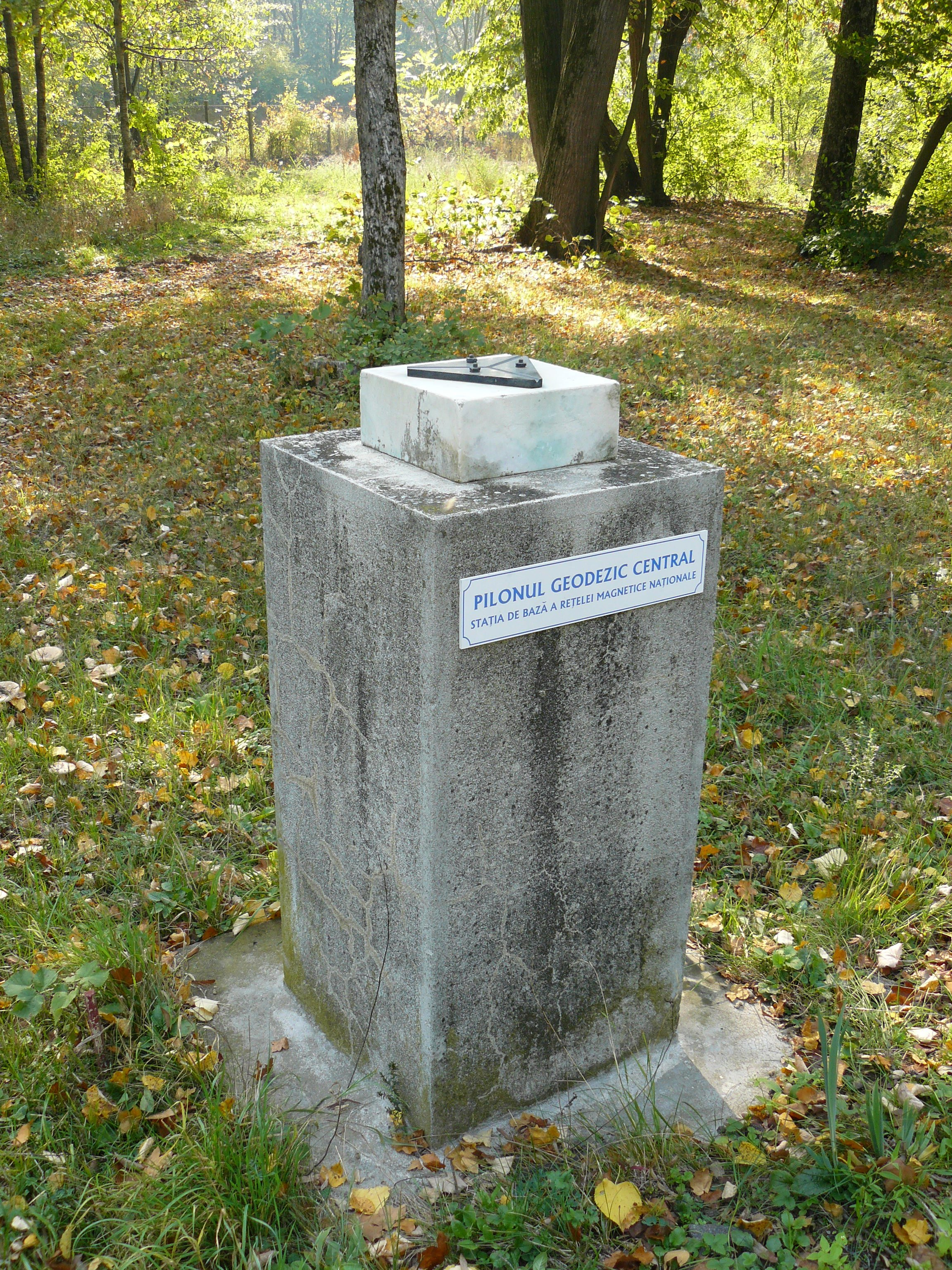
Pilonul geodezic central
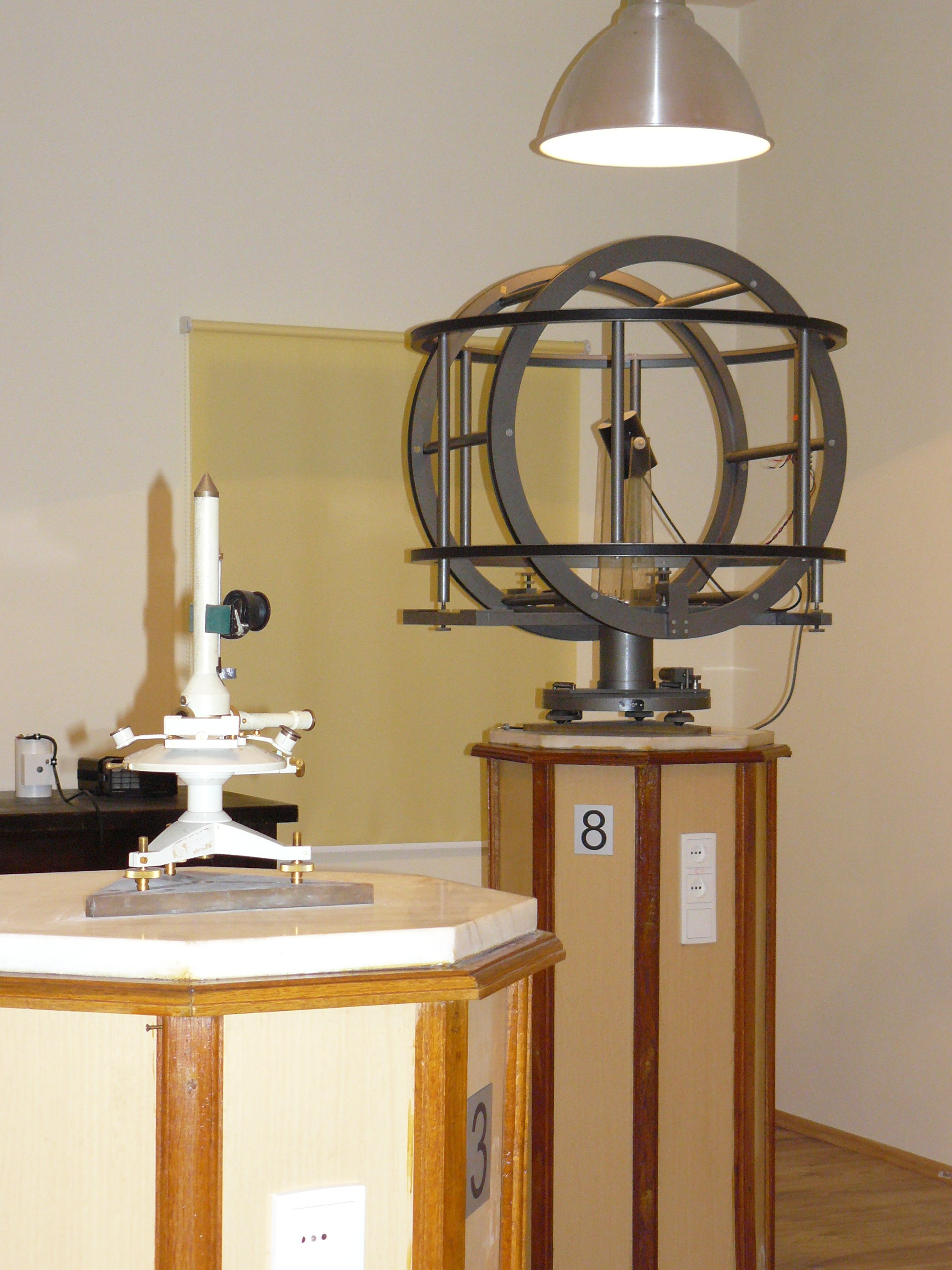
Laboratorul de măsurători absolute

### Aparatură

#### Înregistratoare magnetice
|  |                                    |  |         |         |         |         |         |         |         |         |         |         |         |         |         |         |         |         |         |         |         |  |
|  |                                    |  |         |         |         |         |         |         |         |         |         |         |         |         |         |         |         |         |         |         |         |  |
|  |                                    |  | \| 1940 | \| 1940 | \| 1950 | \| 1950 | \| 1960 | \| 1970 | \| 1970 | \| 1970 | \| 1970 | \| 1980 | \| 1980 | \| 1980 | \| 1980 | \| 1990 | \| 1990 | \| 1990 | \| 2000 | \| 2000 | \| 2000 |  |
|  |                                    |  |         |         |         |         |         |         |         |         |         |         |         |         |         |         |         |         |         |         |         |  |
|  | Askania & Eschenhagen              |  |         |         |         |         |         |         |         |         |         |         |         |         |         |         |         |         |         |         |         |  |
|  |                                    |  |         |         |         |         |         |         |         |         |         |         |         |         |         |         |         |         |         |         |         |  |
|  | Mating & Wiesenberg                |  |         |         |         |         |         |         |         |         |         |         |         |         |         |         |         |         |         |         |         |  |
|  |                                    |  |         |         |         |         |         |         |         |         |         |         |         |         |         |         |         |         |         |         |         |  |
|  | Bobrov                             |  |         |         |         |         |         |         |         |         |         |         |         |         |         |         |         |         |         |         |         |  |
|  |                                    |  |         |         |         |         |         |         |         |         |         |         |         |         |         |         |         |         |         |         |         |  |
|  | Photoelectric torsion magnetometer |  |         |         |         |         |         |         |         |         |         |         |         |         |         |         |         |         |         |         |         |  |
|  |                                    |  |         |         |         |         |         |         |         |         |         |         |         |         |         |         |         |         |         |         |         |  |
|  | Dimars                             |  |         |         |         |         |         |         |         |         |         |         |         |         |         |         |         |         |         |         |         |  |
|  |                                    |  |         |         |         |         |         |         |         |         |         |         |         |         |         |         |         |         |         |         |         |  |
|  | Bartington                         |  |         |         |         |         |         |         |         |         |         |         |         |         |         |         |         |         |         |         |         |  |
|  |                                    |  |         |         |         |         |         |         |         |         |         |         |         |         |         |         |         |         |         |         |         |  |
|  | FGE & Overhauser                   |  |         |         |         |         |         |         |         |         |         |         |         |         |         |         |         |         |         |         |         |  |
|  |                                    |  |         |         |         |         |         |         |         |         |         |         |         |         |         |         |         |         |         |         |         |  |

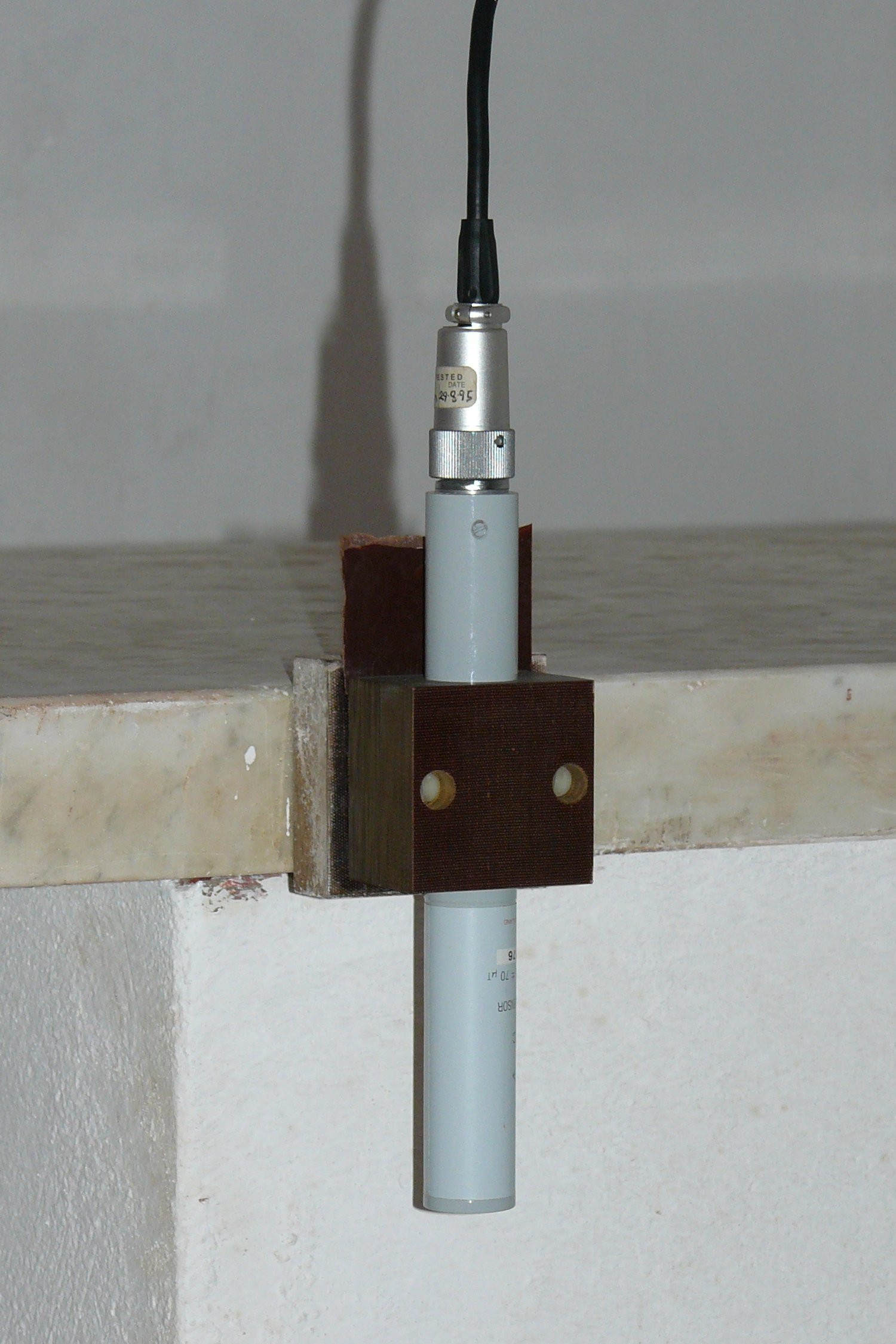
Senzor magnetic triaxial Bartington

Observatorul a fost dotat în 1943 cu un sistem de variometre Askania & Eschenhagen, care înregistrau variațiile elementelor H (componenta orizontală), D (declinația) și Z (componenta verticală) ale câmpului geomagnetic. Înregistrarea se făcea optic, pe hârtie fotografică, magnetogramele fiind developate și scanate manual. Magnetogramele furnizate de variometrele Askania dau o reprezentare sugestivă a variațiilor câmpului geomagnetic, de la variația diurnă tipică pentru o perioadă calmă până la manifestări agitate, diferite tipuri de perturbații individuale și furtuni magnetice. Sistemul a funcționat neîntrerupt până în 2004, când furnizorul de hârtie fotografică a încetat producția.
În deceniile următoare au fost instalate, respectiv scoase din funcțiune, succesiv, câteva sisteme înregistratoare, ținând seama de progresul tehnic și de necesitatea asigurării continuității datelor. Un sistem Mating & Wiesenberg, bazat pe același principiu ca Askania & Eschenhagen dar având două viteze de derulare, a funcționat în perioada 1959–1972. Au urmat sistemele Bobrov (unul utilizat la Observator, alte două într-un număr de stații temporare mobile de pe teritoriul țării), un magnetometru trivariațional cu torsiune fotoelectrică, un magnetometru trivariațional Dimars și o stație magnetică digitală cu senzor triaxial Bartington.
În ianuarie 2010 erau în funcțiune două stații Bartington și un magnetometru protonic Overhauser cu înregistrator Geometrics (FGE).

Sistemul de variometre înregistratoare Askania & Eschenhagen
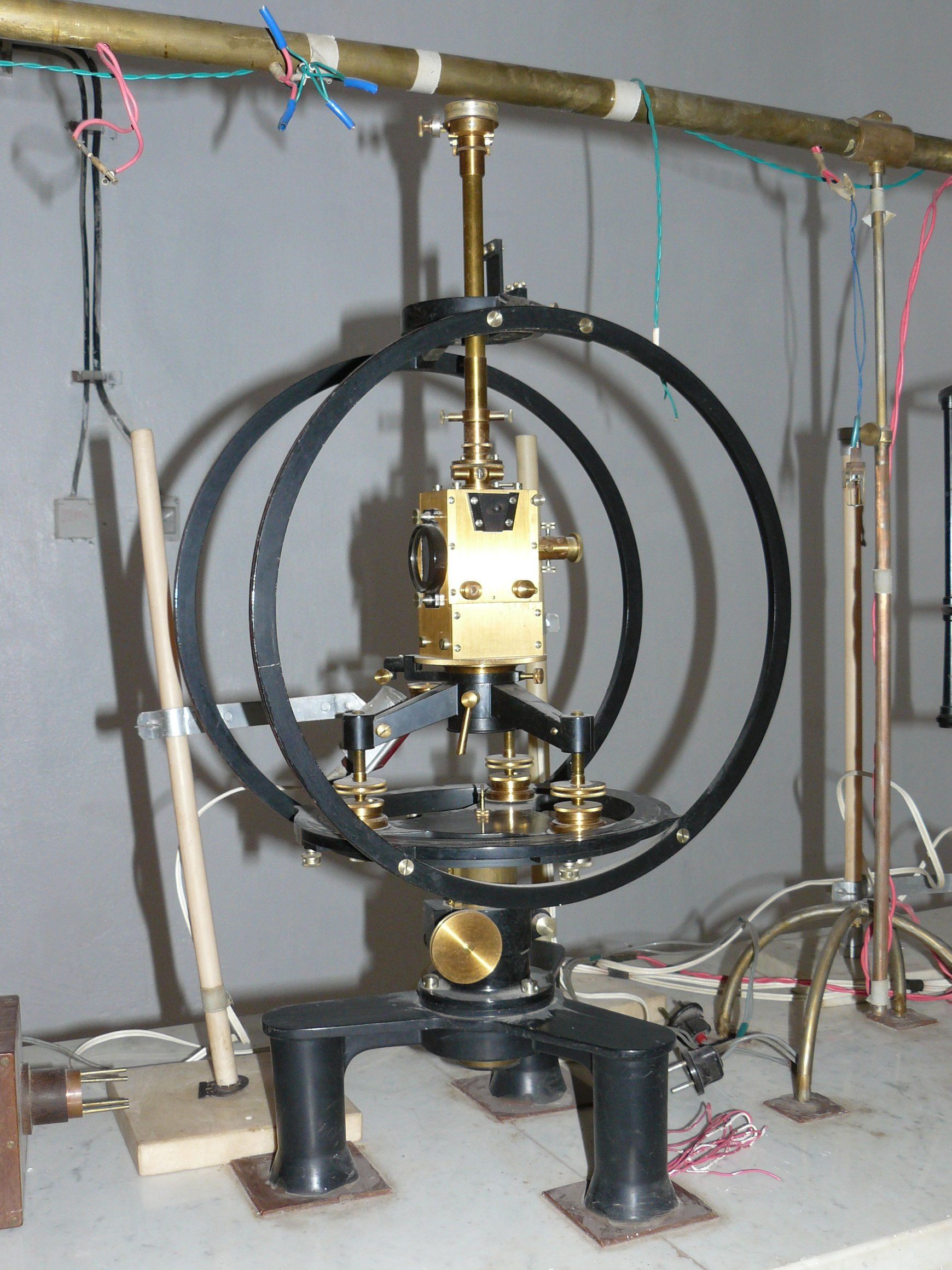
Variometru Askania H (componenta orizontală)
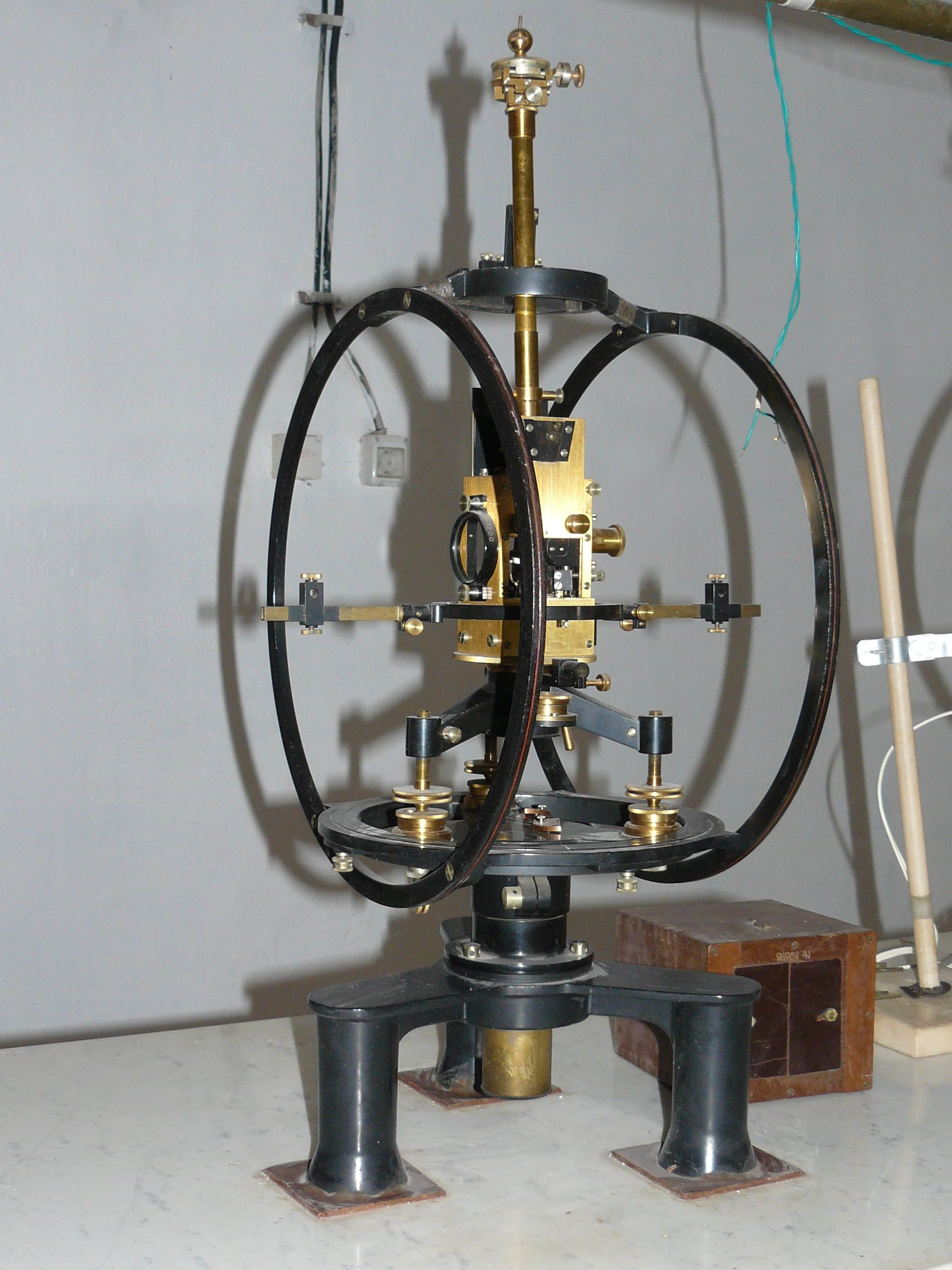
Variometru Askania D (declinometru)
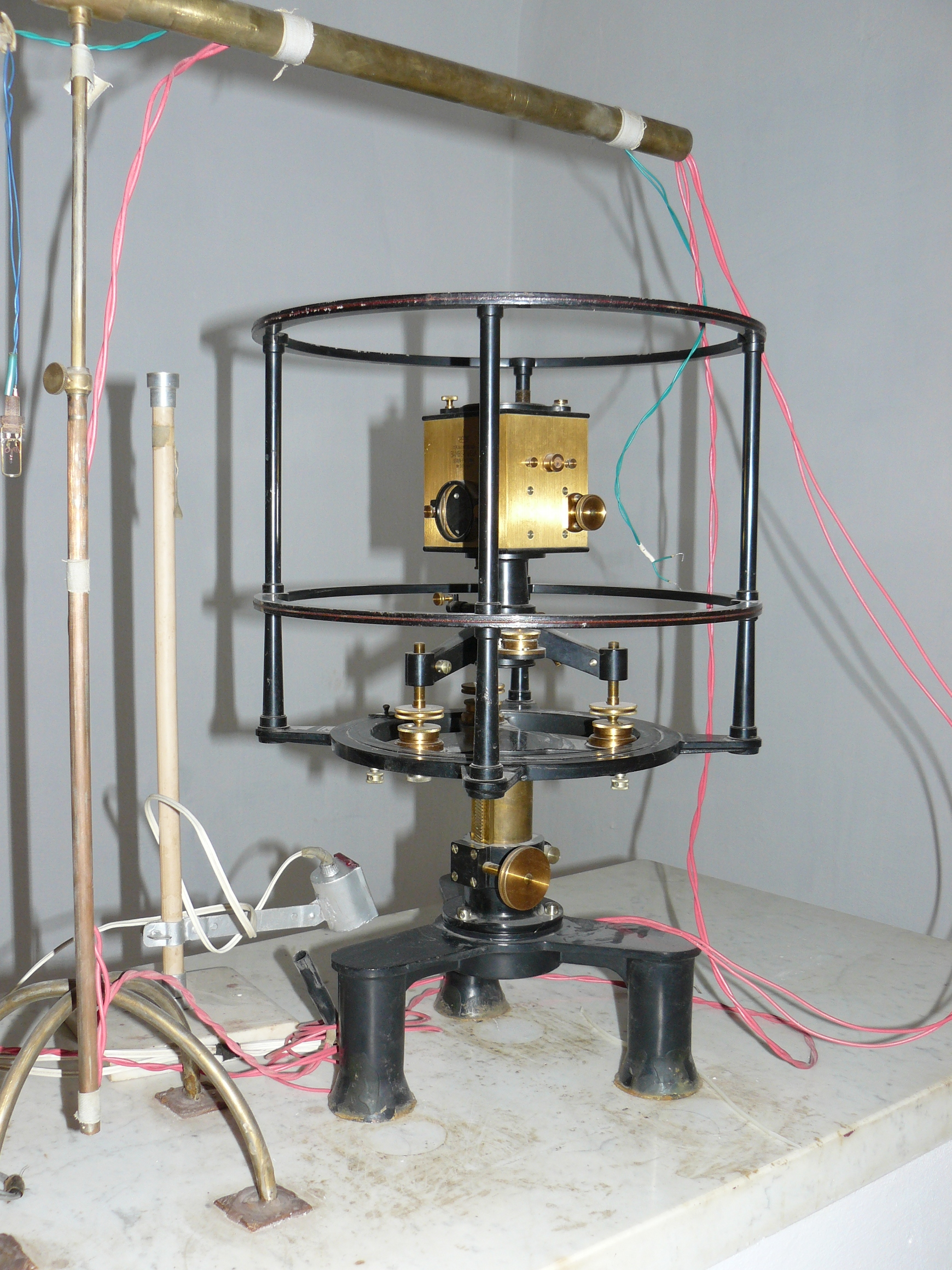
Variometru Askania Z (componenta verticală)
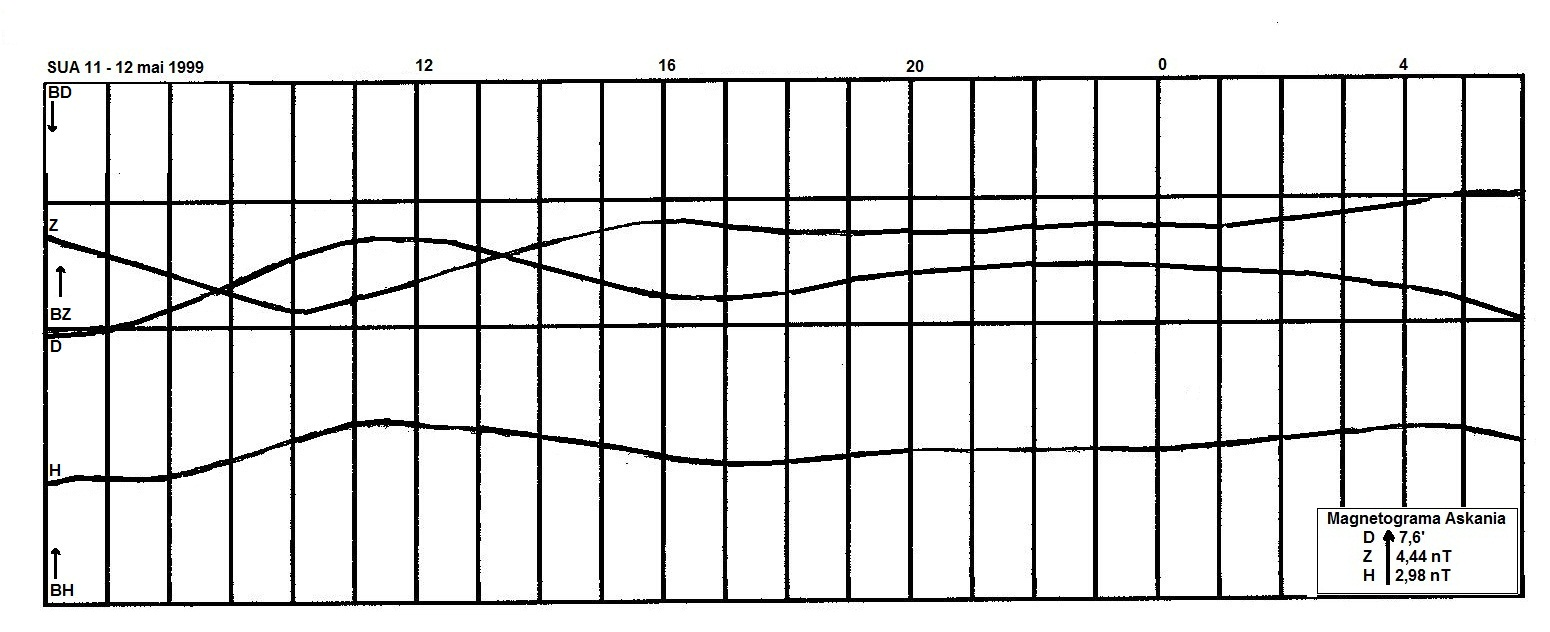
Magnetogramă Askania (variaţie diurnă calmă)
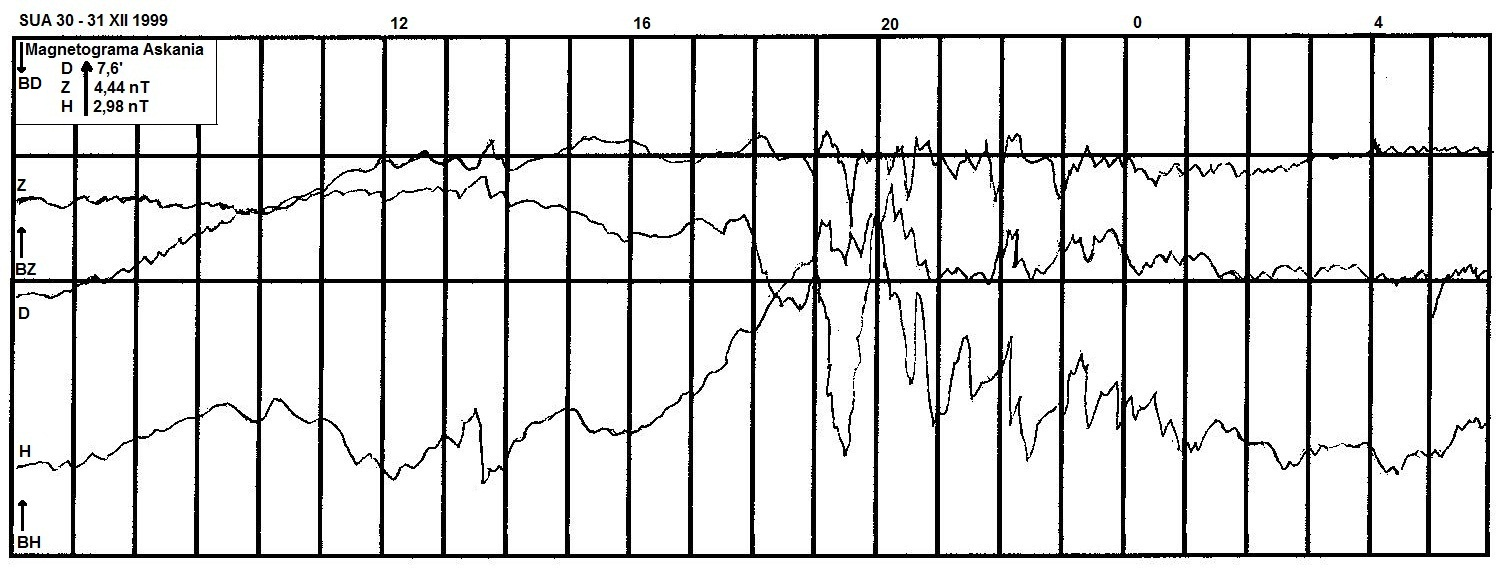
Magnetogramă Askania (furtună magnetică)

#### Măsurători absolute

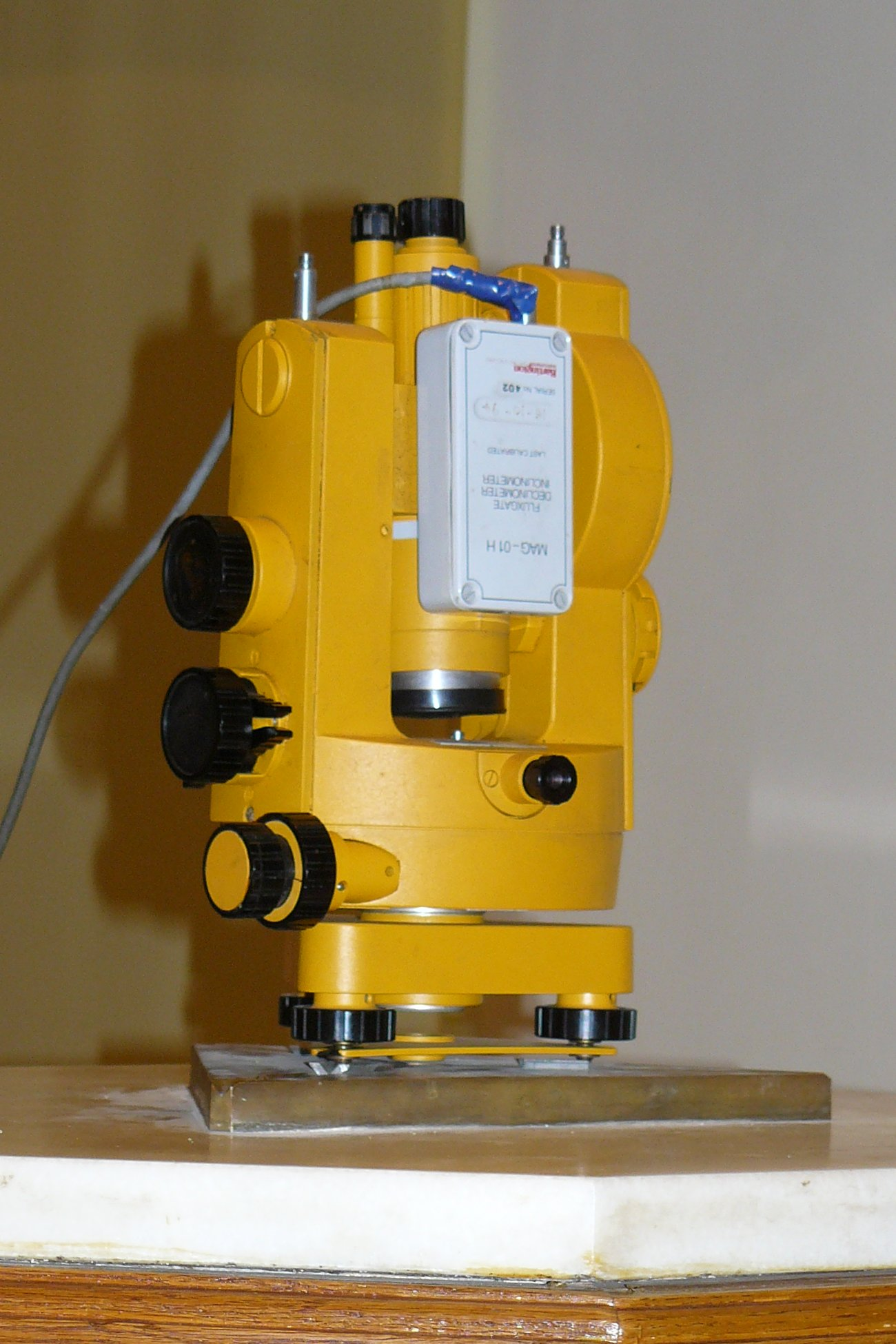
Teodolit magnetic DI Flux Bartington

Măsurătorile absolute ale câmpului geomagnetic s-au făcut la început (1943) cu un teodolit magnetic Askania cu inductor terestru. În deceniile următoare el a fost înlocuit printr-un sistem similar Mating & Wiesenberg și s-au adăugat un magnetometru orizontal cu cuarț QHM și o balanță magnetică BMZ. Aceste sisteme se utilizează în prezent mai mult în scopuri didactice.
Aparatura funcțională în ianuarie 2010 consta din:
- un magnetometru protonic Varian (utilizat permanent pentru determinarea câmpului total F);
- un magnetometru protonic vectorial Elsec (utilizat pentru determinarea câmpului total F, a componentelor H și Z, și pentru un control reciproc al valorilor absolute);
- teodolitul cu senzor DI Flux Bartington (utilizat în permanență la determinarea direcțiilor D și I ale vectorului F);
- magnetometrul protonic de tip Overhauser (utilizat la controlul nivelului absolut al înregistrărilor digitale prin înregistrarea câmpului total F).

Aceste sisteme, instalate în laboratorul amagnetic pentru măsurători absolute, sunt utilizabile și la etalonarea altor instrumente pentru determinări magnetice în scopuri științifice, prospective sau alte aplicații. Valorile furnizate de ele sunt definite ca standarde magnetice naționale.

## Activitate
Principalul obiectiv permanent al Observatorului este înregistrarea continuă și pe termen lung a variațiilor temporale ale vectorului câmpului magnetic terestru, precum și măsurarea cu mare precizie a valorilor sale absolute, ca bază de raportare pentru înregistrări.
Datele achiziționate cu sistemele analogice sau/și digitale calibrate cu instrumentele absolute sunt elaborate prin metode convenite de protocoale internaționale. Se urmărește prin aceasta punerea în evidență și separarea fenomenelor complexe care caracterizează câmpul geomagnetic cu cauze în interiorul adânc al Pământului (curenții de convecție din nucleul extern) precum și câmpul cu cauze externe, extins la mare distanță în spațiul extraterestru (curenți ionosferici, centurile de radiație, structura magnetosferei). Câmpul extern se manifestă printr-un spectru de variații larg și se datorează fluxului radiațiilor solare electromagnetice și corpusculare.
Acest proces de monitorizare conduce la următoarele direcții de cercetare cu rezultate mai importante:
- Variația diurnă calmă face obiectul unor studii ionosferice și servește drept bază pentru elaborarea corecțiilor necesare la lucrările de prospecțiune magnetică.[28]
- Erupțiile cromosferice, perturbațiile de furtună și furtunile cu început brusc.[11][12][29]
- Perturbațiile în formă de golf, a căror morfologie interesează atât ionosfera cât și scoarța Pământului.[14][28]
- Variația seculară și câmpul geomagnetic normal sunt urmărite în rețeaua națională de stații având ca bază Surlari, cu importante aplicații la asamblarea hărților magnetice la scară națională prin raportarea lor la un nivel unitar și aducerea la aceeași epocă, precum și pentru separarea anomaliilor magnetice. Măsurătorile în această rețea sunt reiterate periodic.[16][17][19][30]
- Caracterizarea activității magnetice prin determinarea unor indici globali pentru cunoașterea obiectivă a unor efecte perturbante asupra sistemelor de transmisie a energiei electrice, în radiocomunicații sau chiar în biosferă.[31]
- Înregistrarea și studiul curenților induși în subsol de variațiile geomagnetice (curenți telurici).[15]
- Realizarea unui prim sondaj magnetoteluric la Surlari.[32]
- Măsurători de comparație a nivelelor de înregistrare cu alte observatoare europene pentru calibrarea standardelor naționale și corelarea hărților transnaționale.[33][34]
- Inițierea unui program de înregistrare a variațiilor magnetice în peste 200 de stații temporare pe teritoriul României și calculul distribuției vectorilor de inducție electromagnetică cu informații asupra structurii geologice de adâncime.[35]
- Profile de sondaje geomagnetice pe două traverse în Carpații Meridionali și în Carpații Orientali.[36][37]
- Utilizarea magnetometriei protonice la elaborarea primei hărți cu anomalii magnetice pe Marea Neagră, în dreptul litoralului românesc.[38][39]
- Posibilități de utilizare a fenomenelor geomagnetice ca eventuali factori de predicție pentru seisme majore.[40]
- Utilizarea seriilor lungi de timp de la Surlari și a valorilor declinației și înclinației magnetice extrapolate din trecut la realizarea diagramei Bauer, imagine comparată cu cele similare obținute la Londra, Paris, Roma și Dusheti.[41]

Participarea Observatorului Geomagnetic Surlari la programul internațional de monitorizare complexă a câmpului magnetic planetar (INTERMAGNET) aduce o contribuție la reevaluarea periodică a modelului acestuia prin stabilirea Câmpului Geomagnetic Internațional de Referință (IGRF).

Măsurători absolute în reţeaua naţională de câmp normal şi variaţie seculară şi în staţia de bază Surlari
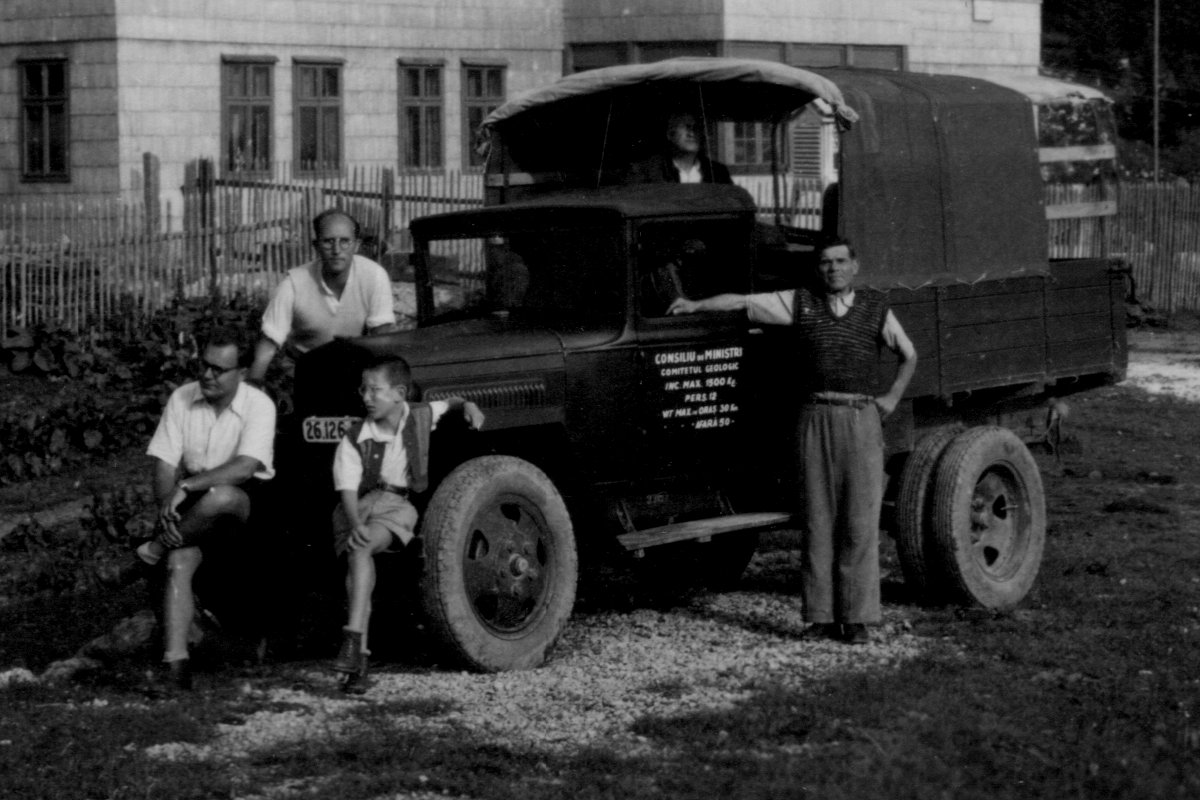
Nicolae Milea şi Liviu Constantinescu (1950)
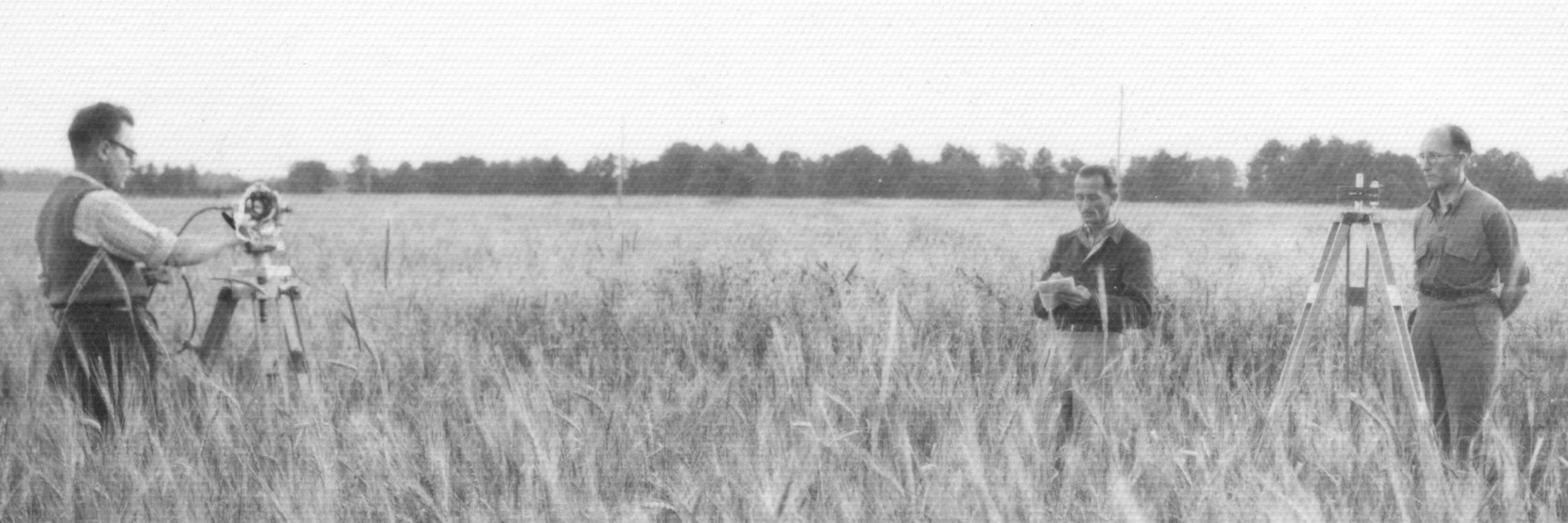
Nicolae Milea şi Liviu Constantinescu (1951)
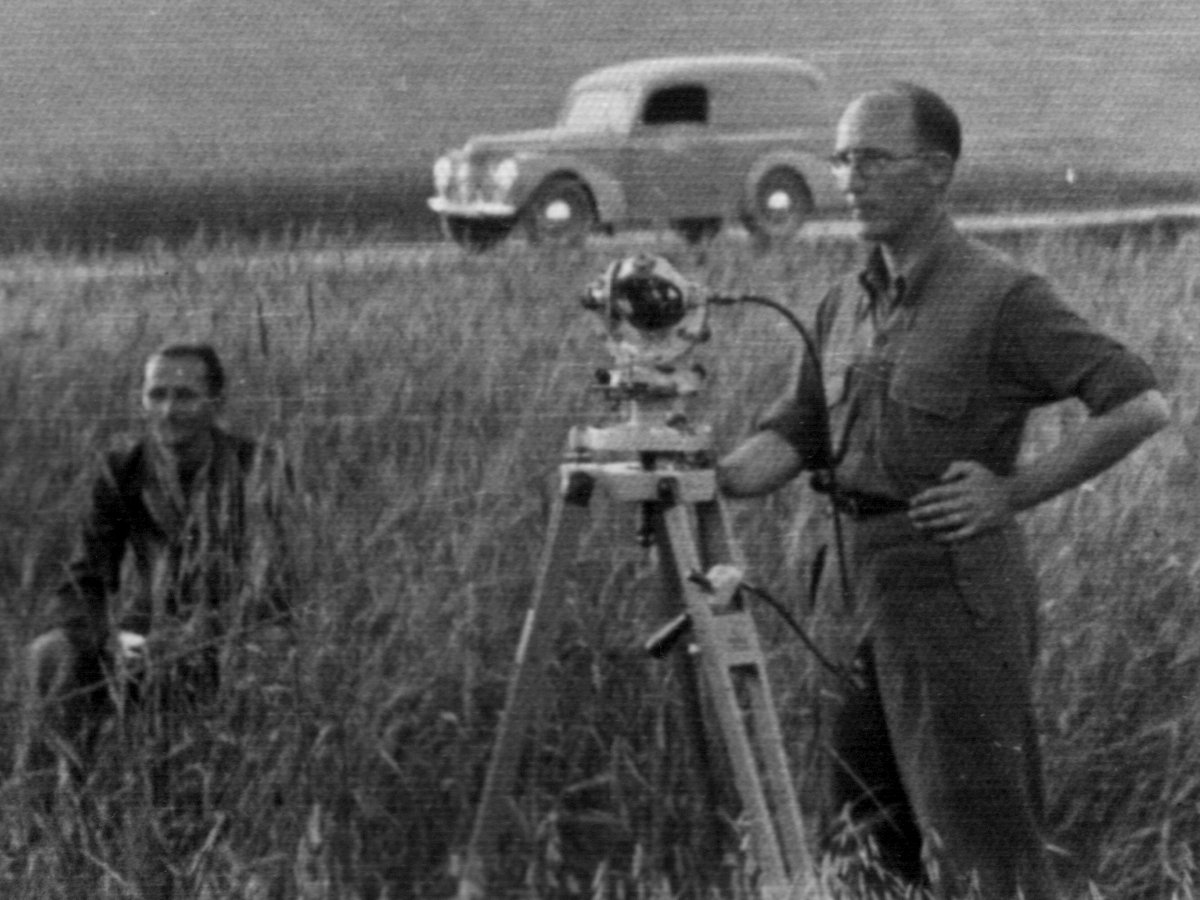
Liviu Constantinescu (1951)
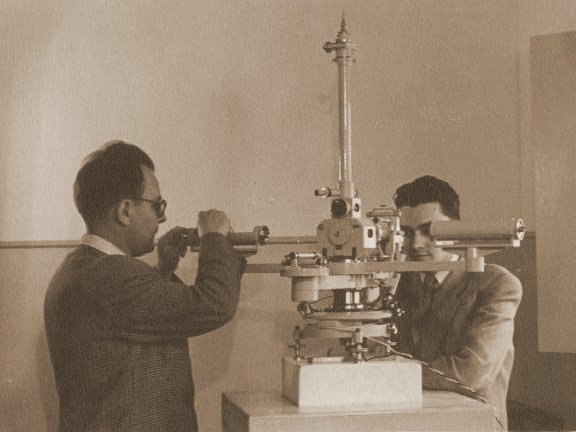
Nicolae Milea şi Andrei Soare (1956)
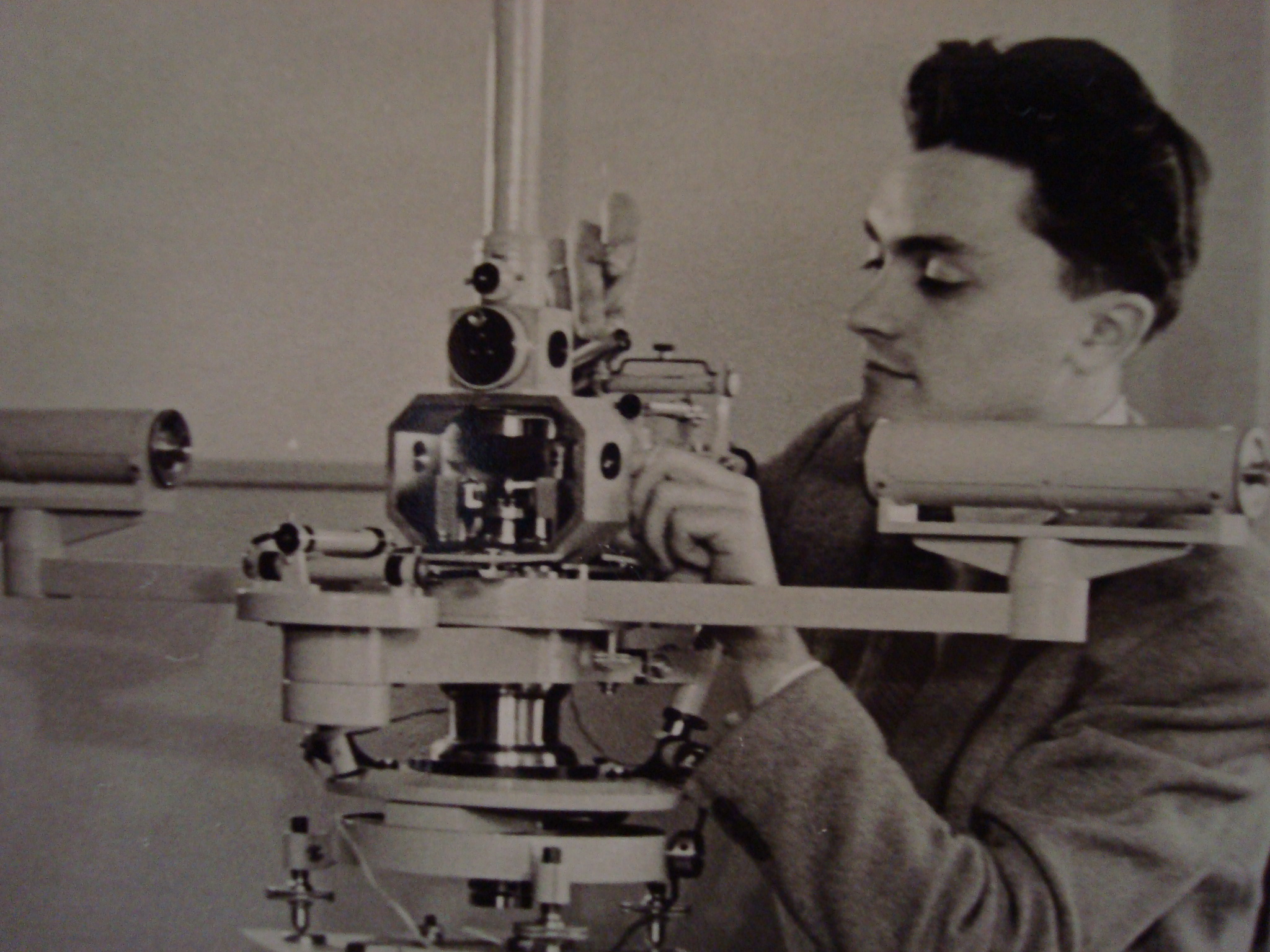
Andrei Soare (1956)